# 伊韦特河畔比尔
伊韦特河畔比尔（法語：Bures-sur-Yvette，法语发音：[byʁ syʁ ivɛt] （ⓘ））是法国法兰西岛大区埃松省的一个市镇，属于帕莱索区。

## 地理
伊韦特河畔比尔（48°41'48"N, 2°9'41"E）面积4.17 平方千米，位于法国法蘭西島大區埃松省，该省份为法国北部内陆省份，北起上塞纳省和马恩河谷省，西接厄尔-卢瓦省和伊夫林省，南至卢瓦雷省，东临塞纳-马恩省。
与伊韦特河畔比尔接壤的市镇（或旧市镇、城区）包括：伊韦特河畔日夫、戈梅斯勒沙泰勒、奧賽、莱叙利斯。
伊韦特河畔比尔的时区为UTC+01:00、UTC+02:00（夏令时）。

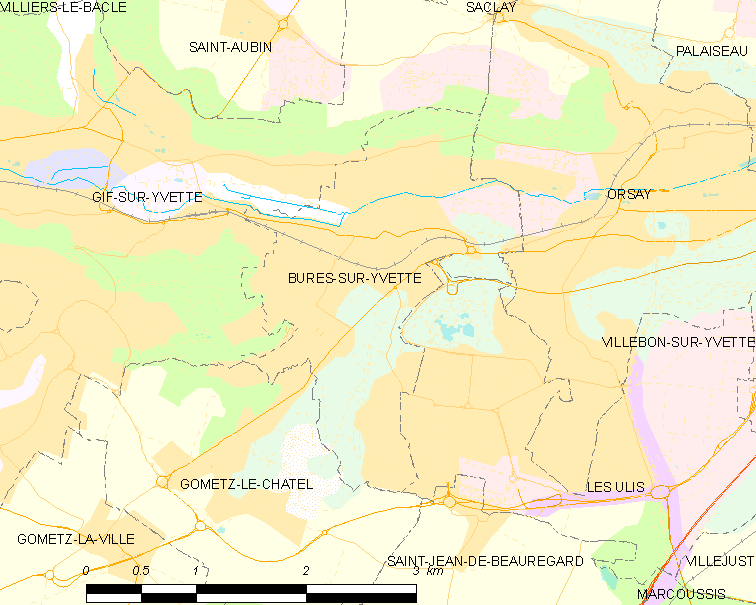
伊韦特河畔比尔的OSM定位图

## 行政
伊韦特河畔比尔的邮政编码为91440，INSEE市镇编码为91122。

## 政治
伊韦特河畔比尔所属的省级选区为伊韦特河畔日夫县。

## 人口

1962-2008年间伊韦特河畔比尔人口变化图示

伊韦特河畔比尔于2022年1月1日时的人口数量为9481人。